# Melastrota nigrisquamata
Melastrota nigrisquamata là một loài bướm đêm thuộc phân họ Arctiinae, họ Erebidae.